# Championnat du Gabon de football 2003
Navigation
Saison précédente Saison suivante
La saison 2003 du Championnat du Gabon de football est la vingt-septième édition du championnat de première division gabonaise, le Championnat National. Il se déroule sous la forme d’une poule unique avec douze formations, qui s’affrontent à deux reprises, à domicile et à l’extérieur. En fin de saison, le dernier du classement est relégué et remplacé par le champion de deuxième division.
C’est l'Union Sportive Bitam qui est sacré cette saison après avoir terminé en tête du classement, ne devançant le FC 105 Libreville qu’à la différence de buts. Il s’agit du tout premier titre de champion du Gabon de l’histoire du club, qui réussit même le doublé en s’imposant en finale de la Coupe du Gabon face à l’USM Libreville.

## Les clubs participants
| - FC 105 Libreville - AS Mangasport - Petrosport FC - USM Libreville - SOGEA FC - Promu de D2 - TP Akwembé | - Cercle Mbéri Sportif - Wongosport - Stade d'Akébé - Jeunesse Sportive de Libreville - Munadji 76 - US Bitam |

## Compétition

### Classement
| Rang | Équipe                          | Pts | J  | G  | N | P  | Bp | Bc | Diff |
| ---- | ------------------------------- | --- | -- | -- | - | -- | -- | -- | ---- |
| 1    | US BitamC                       | 45  | 22 | 13 | 6 | 3  | 32 | 7  | +25  |
| 2    | FC 105 Libreville               | 45  | 22 | 13 | 6 | 3  | 35 | 14 | +21  |
| 3    | Wongosport                      | 37  | 22 | 11 | 4 | 7  | 27 | 19 | +8   |
| 4    | AS Mangasport                   | 36  | 22 | 9  | 9 | 4  | 25 | 13 | +12  |
| 5    | Cercle Mbéri Sportif            | 31  | 22 | 8  | 7 | 7  | 24 | 20 | +4   |
| 6    | Jeunesse Sportive de Libreville | 31  | 22 | 8  | 7 | 7  | 26 | 31 | -5   |
| 7    | Stade d'Akébé                   | 30  | 22 | 8  | 6 | 8  | 13 | 18 | -5   |
| 8    | USM LibrevilleT                 | 28  | 22 | 8  | 4 | 10 | 27 | 30 | -3   |
| 9    | TP Akwembé                      | 23  | 22 | 6  | 5 | 11 | 14 | 30 | -16  |
| 10   | Munadji 76                      | 22  | 22 | 6  | 4 | 12 | 15 | 29 | -14  |
| 11   | SOGEA FCP                       | 19  | 22 | 4  | 7 | 11 | 18 | 28 | -10  |
| 12   | Petrosport FC                   | 14  | 22 | 3  | 5 | 14 | 14 | 31 | -17  |

|  | Qualification pour la Ligue des champions de la CAF 2004               |
|  | Qualification pour la Coupe de la confédération 2004                   |
|  | Qualification pour la Coupe UNIFFAC des clubs 2004                     |
|  | Relégation directe en deuxième division                                |
|  | T : Tenant du titre C : Vainqueur de la Coupe du Gabon P : Promu de D2 |

## Bilan de la saison
| Championnat du Gabon de football 2003                             |                                  |
| Champion                                                          | Union Sportive Bitam (1er titre) |
| Coupes et trophées                                                |                                  |
| Vainqueur de la Coupe du Gabon 2003                               | Union Sportive Bitam             |
| Qualifications continentales                                      |                                  |
| Ligue des champions de la CAF 2004                                | Union Sportive Bitam             |
| Coupe de la confédération 2004                                    | USM Libreville                   |
| Coupe UNIFFAC des clubs 2004                                      | FC 105 Libreville                |
| Promotions et relégations                                         |                                  |
| Promus en Championnat National                                    | Gabon Télécom FC                 |
| Relégués en Championnat du Gabon de football de deuxième division | Petrosport FC                    |